# Manbiki Kazoku
Manbiki Kazoku (万引き家族) (Assunto de Família, no Brasil; família de ladrões, em sentido literal), é um filme japonês de 2018, do gênero drama, dirigido por Hirokazu Kore-eda e conta a história de uma menina órfã que é adotada por uma família de ladrões. Fez sua estreia mundial no Festival de Cannes, onde ganhou a Palma de Ouro. O filme foi lançado em 8 de junho de 2018 no Japão.

## Enredo
Em algum lugar em Tóquio, Osamu Shibata e sua esposa, Nobuyo, vivem em estado de pobreza. Enquanto Osamu tem um emprego ocasional e Nobuyo tem um emprego mal remunerado, a família depende em grande parte da pensão da avó. Enquanto ele está furtando um mercado com seu filho, Shota, eles encontram Yuri, uma menina sem-teto. Osamu leva-a para casa, onde a família percebe evidências de abusos. Apesar de suas finanças serem ruins, eles a adotam informalmente.

## Elenco
- Lily Franky como Osamu Shibata
- Sakura Ando como Nobuyo Shibata
- Mayu Matsuoka como Aki Shibata
- Sosuke Ikematsu como 4 ban-san
- Kairi Jō como Shota Shibata
- Miyu Sasaki como Yuri
- Naoto Ogata
- Yoko Moriguchi
- Yūki Yamada
- Moemi Katayama
- Kengo Kora como Takumi Maezono
- Chizuru Ikewaki como Kie Miyabe
- Akira Emoto
- Kirin Kiki como Hatsue Shibata

## Produção
Diretor Hirokazu Kore-eda disse que ele desenvolveu a história para Manbiki Kazoku quando ele ainda estava à considerar Pais e Filhos, ponderando a questão: "do que se compõe uma família"? Ele estava considerando um filme explorando esta questão por mais de 10 anos antes de fazer Manbiki Kazoku. Kore-eda o descreveu como seu filme "socialmente cosciente". Com esta história, Kore-eda disse que ele não queria que a perspectiva fosse de apenas alguns personagens, mas sim, capturar "a família dentro da sociedade", um "ponto de vista amplo" como seu filme Ninguém Pode Saber de 2004. Ele situou o filme em Tóquio, foi influenciado pela recessão japonesa, e  também artigos jornalísticos sobre como pessoas viviam na pobreza e furtos em lojas.
Produção se iniciou em dezembro de 2017, com produção da Fuji Television Network, Gaga, e AOI Pro. Lily Franky e Sakura Ando se uniram ao elenco antes do começo das filmagens, por meados de dezembro. Os atores mirins Sasaki Miyu e Jyo Kairi foram selecionados para participarem de um filme pela primeira vez. Sosuke Ikematsu, Chizuru Ikewaki e Yūki Yamada se uniram ao elenco em fevereiro. Cinematógrafo Kondo Ryuto usou filme 35 mm com uma Arricam ST, enquanto procurava a textura e a granulação certa para a história além de também estar ciente de que 35 mm era uma preferência da parte de Kore-eda.

## Lançamento
Com Gaga Corporation como sua distribuidora, o filme foi selecionado para ser exibido no Festival de Cannes de 2018, aonde acabou ganhando a Palme d'Or como o melhor filme no festival. No Japão, seu lançamento está previsto para 8 de junho de 2018. Magnolia Pictures também comprou os direitos para distribuir o filme no América do Norte. Em 23 de maio, Thunderbird Releasing adquiriu os direitos de distribuição para o Reino Unido, enquanto a Road Pictures garantiu os direitos para distribuir na China.

### Recepção crítica

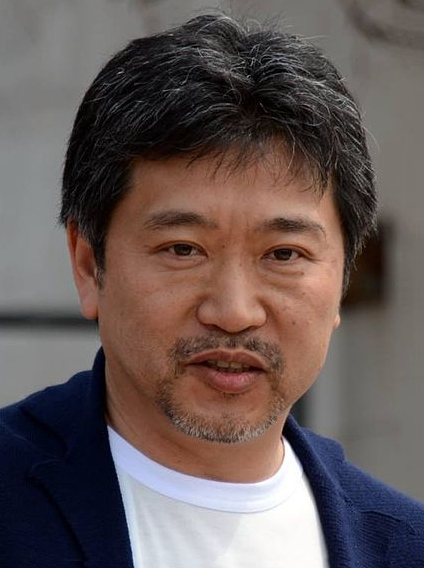
Hirokazu Kore-eda teve uma boa recepção por parte da crítica quanto sua direção.

No agregador de críticas Rotten Tomatoes, o filme mantém uma aprovação de 100% baseado em 15 críticas, com uma média de 9/10. No Metacritic, o filme mantém uma média de 92 com um máximo de 100, baseado em 12 críticas, indicando "aclamação universal".
Peter Bradshaw do The Guardian deu à Manbiki Kazoku 4/5 estrelas, declarando o filme como "rico e satisfatório". Deborah Young do The Hollywood Reporter chamou o filme de "agridoce" com seus "contrastes com as emoções frígidas dos socialmente corretos e o calor e felicidade da família de baixa classe desonesta". Robbie Collin do The Daily Telegraph deu ao filme cinco estrelas, o aclamando como "um drama doméstico espetacular, construído por Kore-eda com uma percepção cristalina e acuidade emocional impiedosa".
Para David Ehrlich da IndieWire deu ao filme a nota "A–" e escreveu que o filme "injeta a solidão de não pertencer à ninguém e a bagunça que é a união". Ben Croll da The Wrap declarou este como "o filme mais rico de Kore-eda até o momento". Na Time Out, Geoff Andrew deu ao filme quatro estrelas e saudou Kore-eda como "um Ozu dos dias modernos".  Maggie Lee da Variety comparou o filme à Oliver Twist de Charles Dickens; A personagem de Lily Franky, Osamu, foi comparada com o personagem Fagin, de Dickens.

### Premiações
O filme competiu no Festival de Cannes de 2018, no qual ganhou a Palme d'Or em 19 de maio. Foi a primeira Palme d'Or do Japão desde The Eel em 1997. A presidente do júri Cate Blanchett explicou a decisão: "Nós fomos completamente atropelador por Shoplifters e a forma como entrelaçou as performances com a visão do diretor".